# Choi Yun-chil
Choi Yun-chil (* 19. Juli 1928 in Tanch'ŏn; † 8. Oktober 2020 in Seoul) war ein südkoreanischer Marathonläufer.
1947 wurde er nationaler Meister in 2:36:37 h. Bei den Olympischen Spielen 1948 in London erreichte er nicht das Ziel.
Beim Boston-Marathon 1950 wurde er auf zu kurzer Strecke (41,1 km) Dritter in 2:39:47 h. Ebenfalls zu kurz (41,834 km) war die Strecke, auf der er im Jahr darauf in 2:25:15 h nationaler Meister wurde.
1952 siegte er in 2:26:07 h beim nationalen Ausscheidungskampf für die Olympischen Spiele in Helsinki, bei denen er in 2:26:36 h Vierter wurde.
1954 siegte er bei den Asienspielen über 1500 Meter und gewann Silber über 5000 Meter. Beim Asahi Marathon wurde er Vierter in 2:31:00 h.
1955 siegte er bei einem Marathon in Kwangju mit seiner persönlichen Bestzeit von 2:25:15 h.